# Бурджанадзе, Нино Анзоровна
Нино́ Анзо́ровна Бурджана́дзе (груз. ნინო ანზორის ასული ბურჯანაძე, Нино́ Анзо́рис асули Бурджана́дзе; род. 16 июля 1964, Кутаиси) — грузинский политик-демократ, председатель парламента Грузии с 2001 по 2008 год, дважды исполняющая обязанности президента Грузии (2003—2004; 2007—2008). Кандидат в президенты в 2013 году.  Лидер оппозиционной партии «Демократическое движение — Единая Грузия» с 23 ноября 2008 года.

## Биография
Родилась в семье 1-го секретаря Тержольского райкома КПСС Анзора Бурджанадзе.
В 1981 году с отличием окончила Кутаисскую среднюю школу № 2 имени Акакия Церетели, в 1986 году — юридический факультет Тбилисского государственного университета имени И. Джавахишвили.
В 1986 году поступила в аспирантуру кафедры международного права юридического факультета Московского государственного университета им. М. В. Ломоносова.
В 1990 году Нино Бурджанадзе защитила диссертацию по теме «Юридическая природа и правовое положение международных организаций, осуществляющих эксплуатационно-хозяйственную деятельность» и получила степень кандидата юридических наук.
С 1991 года — доцент кафедры международного права и международных отношений Тбилисского государственного университета, а с 1994 года — научный сотрудник дипломатической лаборатории.
Является автором около двадцати трудов, опубликованных на грузинском, русском и английском языках, в том числе одной монографии по правовым вопросам международных межправительственных организаций нового типа.
 Говорит по-русски без акцента.
В 1991—1992 годах Нино Бурджанадзе — эксперт-консультант министерства экологии Грузии, в 1992—1995 годах — эксперт-консультант комитета по внешним сношениям парламента Грузии. С 1995 года является членом парламента Грузии. В 1995—1998 годах — первый заместитель председателя комитета по конституционным, юридическим вопросам и законности, а в 1998—1999 годах — председатель указанного комитета.
В 2000—2001 годах — председатель парламентского комитета по внешним отношениям. В 1995—1998 годах являлась руководителем постоянно действующей делегации парламента Грузии по сотрудничеству с парламентом Великобритании, а в 1999—2002 годах — сопредседателем Комитета по вопросам парламентского сотрудничества между Евросоюзом и Грузией.

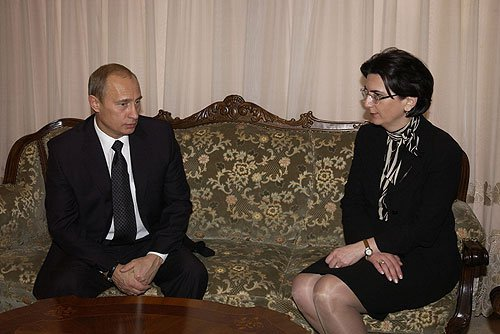
Бурджанадзе с Путиным в кулуарах государственных похорон Гейдара Алиева в декабре 2003 года.

В 1998 году была избрана докладчиком Комитета по демократии, правам человека и гуманитарным вопросам Парламентской ассамблеи ОБСЕ, позже была избрана вице-президентом ПА ОБСЕ.
С ноября по май[уточнить] 2001 года Нино Бурджанадзе — президент Парламентской ассамблеи Черноморского экономического сотрудничества. С ноября 2001 по 2008 год — председатель парламента Грузии. С 25 ноября 2007 по 20 января 2008 года исполняла обязанности президента Грузии. Позже объявила об уходе из большой политики.
27 октября 2008 года Нино Бурджанадзе заявила о возвращении в политику и намерении создать партию под названием «Демократическое движение „Единая Грузия“». 23 ноября 2008 года состоялся первый учредительный съезд партии, на котором Бурджанадзе избрана её лидером, по её словам, партия будет «резко оппозиционной».
28 ноября 2008 года в интервью российскому новостному каналу «Вести» представитель России в НАТО Дмитрий Рогозин обвинил Соединённые Штаты в планировании замены Михаила Саакашвили Бурджанадзе на посту президента Грузии.
23 марта 2009 года МВД Грузии подтвердило, что 10 активистов партии Бурджанадзе «Демократическое движение — Единая Грузия» арестованы. Бурджанадзе обвинила Михаила Саакашвили в организации арестов с целью запугивания оппозиции. Бурджанадзе заявила, что аресты ознаменовали начало «карательной кампании» правительства против оппозиции в преддверии запланированной на 9 апреля массовой акции протеста с требованием отставки Саакашвили.

### Протесты 2011 года
Протесты под руководством Буржанадзе начались 21 мая 2011 года, когда более 10 тысяч грузин вышли на демонстрацию в Тбилиси с требованием отставки президента Грузии Михаила Саакашвили. В юго-западном городе Батуми также прошли демонстрации, некоторые протестующие пытались ворваться в здание телевидения. Нино Бурджанадзе была ведущей фигурой в демонстрациях (ближайшим её сподвижником выступал Ираклий Батиашвили). Протестующие в Батуми ненадолго столкнулись с полицией. 26 мая около 00:15 грузинская полиция начала подавлять протесты слезоточивым газом и резиновыми пулями. В следующем году правящая партия проиграла парламентские выборы.

## Политические позиции
Позиция Бурджанадзе в отношении советских символов заключается в том, что их нельзя запрещать. По её словам, это связано с тем, что грузинские солдаты в составе Красной армии воевали под советской символикой во время Второй мировой войны. «Полмира боролось с нацистами с советской символикой. Вместо того, чтобы запрещать их, государство должно сосредоточиться на сегодняшних проблемах и перестать дурачить себя», — заявила Бурджанадзе в 2018 году.
8 ноября 2017 года Нино Бурджанадзе заявила о своих симпатиях к Владимиру Путину: «Грузии нужен такой президент, как Путин!». 

## Личная жизнь
Нино Бурджанадзе замужем за Бадри Бицадзе, её супруг был председателем Департамента охраны государственной границы Грузии. В семье двое сыновей — Анзор и Резо.